# 円谷プロダクション
株式会社円谷プロダクション（つぶらやプロダクション、英: Tsuburaya Productions Co., Ltd.）は、日本の独立系映像製作会社。円谷フィールズホールディングス（円谷FHD）の連結子会社でバンダイナムコホールディングス（バンナムHD）の持分法適用会社。

## 概要
高度な特殊撮影技術を用いた作品を作ることで知られており、『ウルトラシリーズ』を始めとする数多くのテレビ番組や映画を製作し続けている。

## 経営母体の変遷
円谷プロダクションの作品は『ウルトラシリーズ』に代表されるようにクオリティの高い作品が多いが、それゆえに1本当たりの制作費が高くなり、作れば作るほど制作費の赤字がかさむという負の連鎖に長年悩まされてるとともに、正確な経理を把握できない放漫経営も著しく、この問題は経営にたびたび大きく影響を及ぼしていた。

### 東宝の傘下
設立当初は、創業者である円谷英二の古巣にあたる東宝との結びつきが強く、円谷プロダクションの筆頭株主にもなっており、東宝役員が非常勤役員を兼ねたり支配人など事務系スタッフを出向させていた。また、東宝の東京都世田谷区砧にある撮影所の近くにある衣装部の倉庫や東京美術センターの提供を受けたり、東宝受注のテレビ番組と映画を孫受けて受注するなどしていた。
1969年、特撮テレビドラマ『怪奇大作戦』が終了するころになっても、テレビ局からの新番組の発注はなく仕事が途絶えてしまう。経営に行き詰まった円谷プロダクションは資金調達のために増資を実施。筆頭株主の東宝がこれを引き受けて同社株の60%を取得し子会社化。社長は円谷英二だったが、東宝からは7人の役員が派遣され東宝の藤本真澄も代表権を持った。
東宝はリストラによる経営再建策で、金城哲夫が所属している企画文芸部を廃止して約150人いた社員を40人にまで圧縮した。滞っていた業者への支払いや借金返済についても、親会社になった東宝の力によって5年間の猶予期間が設けられた。そのおかげで制作を継続することができた。
人材的にも当初はプロデューサーの市川利明、末安昌実、監督の梶田興治、野長瀬三摩地による東宝からの出向者に多くを担ったが、『ウルトラシリーズ』の開始後はTBS映画部のディレクター陣が演出の中枢を担うようになり、このうち円谷一と満田かずほは退社してTBSに移籍している。
1970年1月25日、円谷英二の病死により、TBSを退社した円谷一が2代目社長に就任。
1973年2月9日、円谷一の急死により、円谷皐が3代目社長に就任。
1979年、映画『ウルトラマン怪獣大決戦』が松竹富士系で大ヒットしたが、これに関して映画雑誌『キネマ旬報』に「ライバルの松竹に塩を送った格好の東宝は渋い顔」という内容の記述がある。
1983年、経理は東宝から出向した重役が管理しており、代表印も東宝が保有していた。これにより、東宝のメインバンクであった三和銀行からの融資も容易になっており、経営難を乗り越えることができていた。円谷皐は、この状況を快く思っていなかった。

### 円谷家の経営
1992年、TBSへ期限付きで譲渡していた『ウルトラシリーズ』の販売権や窓口権が戻ってくると、これらの権利を担保に得た資金で、円谷プロダクションの株式を円谷皐が15%、皐が設立した円谷エンタープライズが45.5%を取得して東宝との資本関係を解消。皐が円谷プロダクションの株式過半数を握るオーナー社長として、円谷プロダクションを運営していた。
1995年6月11日、円谷皐が死去により、円谷一夫が4代目社長に就任。その後、円谷プロダクションの株式過半数は一夫に相続された。
2001年、特撮テレビシリーズの本格的再開により、制作費は増加してしまった。しかし、その一方で大ヒットに恵まれなかったこと、東宝からの離反に伴いかつての後ろ盾であった三和銀行が抜けたため、経営基盤が弱体化してTBSとの関係が悪化してしまう。
2002年2月、円谷プロダクションを退社していた円谷粲が再入社して副社長に就任。
2003年、円谷一夫が辞任して円谷昌弘が5代目社長、円谷一夫が代表権を持つ会長、円谷英明が専務に就任。一方で専務取締役の高野宏一は、この過程でバンダイの乗っ取りに加担するクーデターを計画したとして、辞表を出すように要求されて退社する事態となった。
2004年6月、円谷昌弘が女性社員へのセクハラで辞任し、円谷英明が6代目社長に就任。経理の正常化を目指した英明も1年後に役員会で解任動議が出され、円谷プロダクションの株式を持つ会長の円谷一夫の同意により解任。東宝不動産の取締役だった大山茂樹が7代目社長に就任。
2007年2月、期決算で売上高約56億円に対して当期純利益は約4400万円にとどまった。累積赤字の膨張による倒産を危惧した役員は、円谷一夫から制作部の円谷昌弘への社長交代を要求。6月、取締役会で大幅なリストラを主張していた大山は解任されて円谷一夫が8代目社長に就任。

### TYOの連結子会社化
銀行からの融資がストップしたため、30億円の累積赤字を抱えて倒産の危機に直面した。10月、非常勤取締役の森島恒行の紹介により、CM映像のコンテンツ製作などを手がけるTYOから、当面の資金繰りのための数千万円の融資を受けた。しかし、それを返済できなかったため、TYOが担保になっていた円谷エンタープライズの株の過半数を取得。さらに、TYOが第三者割当増資で取得した株と合わせて、円谷エンタープライズの株式の80%を保有し筆頭株主となった。また、円谷一夫が保有していた円谷プロダクションの株式22.5%を円谷エンタープライズに譲渡することにより、円谷エンタープライズにおける円谷プロダクションの株保有比率を45.5%から68%に引き上げた。これらのプロセスを経て、円谷プロダクションの経営権をTYOが取得し、連結子会社となった。一夫は解任され、森島が9代目社長に就任。TYOの経営参画後は、一夫が円谷プロダクションと円谷エンタープライズの会長として残ったものの、設立から続いてきた円谷家による同族経営に終止符が打たれた。

### バンダイナムコグループの資本参加
TYOによる内部的な組織改革などが進み、これらと並行して円谷プロダクションとは『ウルトラシリーズ』で強い縁を持つバンダイナムコグループが資本参加。
2008年1月21日、TYOは持ち株のうち、33.4%をバンダイナムコグループの子会社であるバンダイに譲渡売却。10月、森島が辞任して大岡新一が10代目社長に就任。
2009年7月、さらなる株式譲渡が行われ（バンダイ持ち株比率は49%）、バンダイナムコグループの円谷プロダクションにおける経営発言力が増した。この間に円谷一夫は会長から名誉会長へ退き、その後名誉職も退任したため、円谷家は経営から一切排除された。

### フィールズの連結子会社化
2010年4月2日、TYOは保有する51%の株をフィールズに売却し、円谷プロダクションはフィールズの連結子会社となった。2014年3月期に2007年ごろから続いてきた債務超過を解消。
2017年8月1日、大岡が辞任して塚越隆行が11代目社長に就任。2019年4月1日、塚越が辞任して永竹正幸が12代目社長、塚越は会長に就任。

### 円谷フィールズホールディングスの連結子会社化
2022年10月、フィールズがグループ会社を含めた持株会社制に移行するのに伴い、円谷プロは円谷フィールズホールディングスの連結子会社となった。3月の時点でフィールズの営業利益のうち、4割近くを円谷プロが占めている。

## 沿革
- 1948年（昭和23年）
  - 太平洋戦争中に戦意高揚映画を撮影したことから公職追放指定を受けて、東宝を依願解雇された円谷英二が自宅に円谷映画特殊技術研究所を設立[17][18]。
- 1950年（昭和25年）
  - 円谷英二が東宝に嘱託として復帰[18]。円谷映画特殊技術研究所の名称を円谷研究所に改称して東宝撮影所のスタジオ内に移転[17][18]。
- 1952年（昭和27年）
  - 円谷英二が公職追放を解除されて東宝に正式復帰[17][18]。
- 1956年（昭和31年）
  - 円谷英二が自宅の敷地に個人的な組織として円谷特技研究所を設立[19][18][20]。
- 1959年（昭和34年）
  - 佐川和夫と中野稔が所属して関沢新一の門下生であった脚本家の金城哲夫も参加して、同年に放送された毎日放送の連続テレビ映画『鉄腕アトム』の特撮パートを松崎プロダクションから受注する[19][18]。
- 1962年（昭和37年）
  - 円谷特技研究所が東宝スタジオ内の小さな建物に移転[19][18][20]。
- 1963年（昭和38年）
  - 4月12日 - 円谷特技研究所を法人化して株式会社円谷特技プロダクションを設立[21][17][19][18][20]。
  - 8月 - 撮影助手として鈴木清が、撮影技師として東宝出身で共同テレビジョンのニュースカメラマンであった高野宏一が参加[19][18]。
  - 10月27日 - 特撮シーンの実質的な初仕事となる日活と石原プロモーションが提携した映画『太平洋ひとりぼっち』を公開[21][22][19][18][23]。
- 1964年（昭和39年）
  - 3月30日 - 東宝が資本参加を決めて役員を投入[22][19][18][20]。また、代表と取締役に東宝の藤本真澄と柴山胖が就任。東宝の東京都世田谷区砧の撮影所近くにある旧衣装部の倉庫や東京美術センターの敷地を円谷特技プロダクションに本社として貸与[19][18]。うしおそうじが退社[24]。
- 1966年（昭和41年）
  - 1月2日 - 初の特撮テレビドラマシリーズ『ウルトラQ』を放映開始[17]。
  - 7月17日 - 特撮カラーテレビドラマシリーズ『ウルトラマン』を放映開始[17][注釈 3]。
- 1968年（昭和43年）
  - 円谷皐が入社。成田亨、野長瀬三摩地が退社。
  - 5月10日 - 円谷皐が円谷エンタープライズを設立[17]。
  - 12月6日 - 東宝が大幅な増資を引き受けて円谷プロダクションの株式60%を所有する親会社となった。役員10人中7人が東宝から派遣されて、東宝の主導で150人の社員を40人にまでリストラして企画文芸部も廃止。商号を株式会社円谷プロダクションに変更[21][17][19][18]。
- 1969年（昭和44年）
  - 金城哲夫、上原正三、池谷仙克が退社。
- 1970年（昭和45年）
  - 1月25日 - 円谷英二の病死により、円谷一が2代目社長に就任[19]。
- 1972年（昭和47年）
  - 5月 - 円谷音楽出版を設立[注釈 4]。
- 1973年（昭和48年）
  - 2月9日 - 円谷一の急死により、円谷皐が3代目社長に就任[19][25]。
  - 田口成光が退社。
- 1974年（昭和49年）
  - チャイヨー・プロダクションと共同で映画『ジャンボーグA&ジャイアント』と映画『ウルトラ6兄弟VS怪獣軍団』を制作。
- 1979年（昭和54年）
  - 4月4日 - 初のテレビアニメ『ザ☆ウルトラマン』を放映開始。
- 1983年（昭和58年）
  - 4月 - 円谷一夫と円谷英明が入社[26]。
- 1984年（昭和59年）
  - 経営危機に陥る。倒産回避のため、この年から7年間の期間限定で番組販売権と窓口権をTBSに数千万円で売却[27]。
- 1987年（昭和62年）
  - アメリカのハリウッドにウルトラコムを設立。
- 1989年（平成元年）
  - 6月 - 円谷粲が退社[8]。
- 1991年（平成3年）
  - 中国の上海市に円谷アニメーションスタジオカンパニーを設立[28]。
- 1992年（平成4年）
  - 円谷皐が東宝が所有する円谷プロダクションの株式過半数を取得して、東宝の傘下から独立。円谷皐が経営権を掌握して諸権利は円谷プロダクション、円谷エンタープライズ、円谷音楽出版に配分された[29]。
- 1995年（平成7年）
  - 6月11日 - 円谷皐が病気により退任して、円谷一夫が4代目社長に就任[8]。中国の上海市に「上海圓谷策劃有限公司」設立[30]。
  - 12月 - このころからチャイヨー・プロダクションにより、「『ウルトラQ』から『ウルトラマンタロウ』及び『ジャンボーグA』の7作品において、日本以外における独占権（以下は本項において「ウルトラマンの海外利用権」）」の主張がなされる（詳しくは「ウルトラマン訴訟」を参照）。
- 2002年（平成14年）
  - 2月 - 円谷プロダクションを退社していた円谷粲が再入社して副社長に就任。
  - 6月 - 資金繰りに行き詰まり、銀行からの借り入れも出来なくなり、バンダイから経営改善を条件に12月を返済期限に2億円の融資を受ける[9]。
- 2003年（平成15年）
  - 円谷一夫が辞任して円谷昌弘が5代目社長に就任。クーデターを計画したとして辞表を提出させられて専務取締役の高野宏一が退任[9]。右田昌万が退社。
- 2004年（平成16年）
  - 4月 - チャイヨー・プロダクションに対する著作権確認訴訟に関する敗訴が最高裁判所判決で確定。その結果、円谷プロダクションは日本法において「ウルトラマンの海外利用権」を喪失。なお、この権利は1998年にチャイヨー・プロダクションがバンダイから1億円を受け取り、タイ以外の独占利用権行使放棄と引き換えに譲渡しており（本件はチャイヨー・プロダクションの円谷プロダクションへの著作権侵害損害賠償訴訟の敗訴の過程で最高裁判決により確定している）、日本法においては「ウルトラマンの海外利用権」はバンダイが保有していることになる。
  - 6月 - 円谷昌弘が女性社員へのセクハラで辞任して円谷英明が6代目社長に就任。
- 2005年（平成17年）
  - 4月 - 本社を東京都世田谷区砧から東京都世田谷区八幡山に移転。旧本社は改装して砧社屋としてヒーローと怪獣の着ぐるみの保管やCG製作に使用。
  - 5月 - 円谷粲が退社。
  - 6月 - 円谷英明が解任されて大山茂樹が7代目社長に就任。
- 2007年（平成19年）
  - 6月 - 大山は解任されて円谷一夫が8代目社長に就任。
  - 10月 - TYOが円谷プロダクションの株式68%を取得してTYOの連結子会社となった。円谷一夫は解任されて森島恒行が9代目社長に就任。設立から続いてきた円谷家による同族経営に終止符が打たれた。
- 2008年（平成20年）
  - 1月7日 - 円谷プロダクションが存続会社となって、円谷エンタープライズ及びTYOの傘下であるビルドアップと合併してTYOの完全子会社となった。ビルドアップは円谷プロダクションの特撮製作セクションとして再スタートする同時に、資本金を1000万円から3億1000万円へ大幅増資。
  - 1月21日 - 『ウルトラシリーズ』の玩具を長年手がけてきたバンダイが、TYOから円谷プロダクションの株式33.4%を取得。同時に従来は年毎更新であった円谷プロダクションの作品の商品化権を独占化。丸山浩が退社。
  - 2月 - タイの最高裁判所は「ウルトラマンの海外利用権」に関する契約書は偽造されたものであると認定、譲渡は無効と判決。その結果、タイ法では「ウルトラマンの海外利用権」は依然、円谷プロダクションにあることとなる。
  - 2月6日 - 砧社屋を閉鎖して、敷地を東宝へ返却及び隣接地の自社所有分を東宝不動産へ売却して、取り壊しを発表。最後のマスコミ向け公開が実施された[31]。
  - 10月 - 森島が辞任して大岡新一が10代目社長に就任。
  - 12月24日 - ユーエムがチャイヨー・プロダクションから「ウルトラマンの海外利用権」を譲受して各種訴訟を承継。
- 2010年（平成22年）
  - 4月2日 - TYOは保有する当社の全株式をフィールズに譲渡。円谷プロダクションはフィールズの連結子会社となり、フィールズの取締役会長である山本英俊が会長に就任。
- 2011年（平成23年）
  - 7月 - 本社を東京都世田谷区八幡山から東京都渋谷区桜丘町に移転。
- 2017年（平成29年）
  - 8月1日 - 大岡が辞任して塚越隆行が11代目社長に就任。
- 2018年（平成30年）
  - 4月18日 - カリフォルニア中央区地方裁判所は「ディスカバリー」を用いた調査の結果は「ウルトラマンの海外利用権」に関する契約書は偽造されたものであると認定、譲渡は無効と判決[32]。
- 2019年（平成31年）
  - 12月5日、第9巡回区控訴裁判所における控訴審においても、この結論は維持された[33][34]。その結果、合衆国憲法で「ウルトラマンの海外利用権」は依然、円谷プロダクションにあることとなる。
  - 4月1日 - 塚越が辞任して永竹正幸が12代目社長、塚越は会長に就任。
- 2021年（令和3年）
  - 3月17日 - 『ウルトラシリーズ』ほか円谷プロダクション発の映像作品、ライブエンターテイメント、コミックなどを配信する公式デジタルプラットフォームサービス「TSUBURAYA IMAGINATION」のサービスを開始。
- 2022年（令和4年）
  - 3月22日 - フィールズグループが10月をもって持株会社制に移行する旨を発表。
  - 5月13日 - ウルトラマン55周年記念長編劇場映画作品『シン・ウルトラマン』公開。
  - 10月3日 - フィールズがグループ会社を含めた持株会社制に移行。フィールズは社名を円谷フィールズホールディングスに変更してグループ統括及び持株会社となり、円谷プロダクションは円谷フィールズホールディングスの連結子会社となった。
- 2023年（令和5年）
  - 3月22日 - TBSと新規コンテンツの企画、開発で包括業務提携を行うことを発表[35]。

## 作品

### テレビ
- ウルトラシリーズ
  - 詳しくは「ウルトラシリーズの作品一覧」を参照。
- 快獣ブースカ（1966年11月 - 1967年9月）（日本テレビ系）
  - ブースカ! ブースカ!!（1999年10月 - 2000年6月）（テレビ東京系）
- マイティジャック（1968年4月 - 1968年6月）（フジテレビ系）
  - 戦え! マイティジャック（1968年7月 - 1968年12月）（フジテレビ系）
- 怪奇大作戦（1968年9月 - 1969年3月）（TBS系）
  - 怪奇大作戦 セカンドファイル（2007年4月）（NHK BShi）
  - 怪奇大作戦 ミステリー・ファイル（2013年10月）（NHK BSプレミアム）
- 独身のスキャット（1970年1月 - 1970年3月）（TBS系）
- チビラくん（1970年3月 - 1971年9月）（日本テレビ系）
- ミラーマン（1971年12月 - 1972年11月）（フジテレビ系）
  - ミラーファイト（1974年4月 - 1974年9月）（東京12チャンネル）
- レッドマン（1972年4月 - 1972年10月）（日本テレビ系）
- トリプルファイター（1972年7月 - 1972年12月）（TBS系）
- 緊急指令10-4・10-10（1972年7月 - 1972年12月）（NET系）
- ファイヤーマン（1973年1月 - 1973年7月）（日本テレビ系）
- 恐怖劇場アンバランス（1973年1月 - 1973年4月）（フジテレビ系）
- ジャンボーグA（1973年1月 - 1973年12月）（毎日放送制作、NET系）
- 昼の帯ドラマ（東海テレビ制作、フジテレビ系）
  - 君待てども（1974年8月 - 1974年10月）
  - 殺さないで!（1975年1月 - 1975年3月）
  - 満天の星（1976年2月 - 1976年4月）
- SFドラマ 猿の軍団（1974年10月 - 1975年3月）（TBS系）
- 円谷恐竜三部作
  - 恐竜探険隊ボーンフリー（1976年10月 - 1977年3月）（NET系）
  - 恐竜大戦争アイゼンボーグ（1977年10月 - 1978年6月）（東京12チャンネル）
  - 恐竜戦隊コセイドン（1978年7月 - 1979年6月）（東京12チャンネル）
- プロレスの星 アステカイザー（1976年10月 - 1977年3月）（NET系）
- 土曜ワイド劇場（テレビ朝日系）
  - 怪奇!巨大蜘蛛の館（1978年8月26日）
  - 白い手 美しい手 呪いの手（1979年8月4日）
  - 怨霊!あざ笑う人形（1980年8月2日）
  - 怪奇!金色の眼の少女（1980年12月27日）
  - 眼の中の悪魔（1984年8月11日）
  - 呪いのマネキン人形（1984年8月18日）
  - 赤い蛍は血の匂い（1986年2月15日）
  - ご主人を殺してあげます（1990年1月20日）
- スターウルフ（1978年4月 - 1978年9月）（よみうりテレビ制作、日本テレビ系）
- ぼくら野球探偵団（1980年4月 - 1980年9月）（東京12チャンネル）
- 時代劇スペシャル（フジテレビ系）
  - 怪談累ヶ淵（1981年8月21日）
  - 悪霊桜子姫（1982年9月11日）
- 火曜サスペンス劇場（日本テレビ系）
  - 乱れからくり ねじ屋敷連続殺人事件（1982年3月23日）
  - 可愛い悪魔（1982年8月10日）
  - 相沢夏子の失われた名誉（1983年3月29日）
  - 麗猫伝説（1983年8月30日）
  - 二人の女（1983年12月27日）
  - 私が死んだ夜（1985年12月10日）
  - グルメを料理する十の方法（1987年7月28日）
  - 猫に憑かれた花嫁（1987年8月4日）
  - 殺意の証明（1987年11月3日）
- アンドロメロス（1983年2月 - 1983年4月）（TBS）
- ひなまつりアニメ・ファンタジー! 宇宙の果てまで冒険旅行 ロマンチック銀河ツアーへの御招待!!（1983年3月3日）（日本テレビ系）
- 楽しく作る!!童話に出てくるお菓子の絵本（1983年12月4日）（日本テレビ系）
- 人気怪獣大パレード (1984年3月26日 - 30日) (テレビ東京系）
- 木曜ゴールデンドラマ（よみうりテレビ制作、日本テレビ系）
  - 二人なら生きられる（1985年12月5日）
  - 姑VS嫁 笑って乾杯!!（1985年12月26日）
  - 姑VS嫁 姑の心意気（1986年8月28日）
  - 紅に燃える時（1986年11月19日）
  - 初婚 再婚 二人三脚（1986年12月25日）
  - 女は海（1987年6月25日）
  - 泣きもせず、ン! 居残り母さんとカムバック娘（1988年4月7日）
  - 背中合わせに・愛 父と娘の結婚二重奏（1988年7月28日）
  - 燃えて生きる お母さんは死なない（1988年8月11日）
  - 父の贈りもの（1989年3月16日）
  - 待てば海路の秋日和 息子の結婚（1989年9月28日）
  - 妻が家を出るとき（1990年8月16日）
- 月曜ドラマランド（フジテレビ系）
  - ザ・サムライ（1986年2月24日）
- ドラマ・女の手記（テレビ東京系）
  - 女ふたり 半分だけ嫁姑（1987年5月18日）
- AM3:00の恐怖（1987年10月 - 1988年3月）（フジテレビ系）
- 不思議なクリスマス・イヴ サンタが街にやって来た（1987年12月24日）（フジテレビ系）
- ドラマ・女の四季（テレビ東京系）
  - 母の朝帰り（1988年2月1日）
- 月曜・女のサスペンス（テレビ東京系）
  - 復讐の滑走路灯（1988年4月18日）
  - 狙われた目撃者（1988年7月18日）
  - 闇の中の女 恐怖の二重離婚届（1988年9月12日）
  - 水子地蔵は呪いの因縁（1990年1月15日）
- 月曜ドラマスペシャル（TBS系）
  - 紅の海に願いを（1990年3月19日）
  - ハワイからアロハ（1990年7月30日）
- 電光超人グリッドマン（1993年4月 - 1994年1月）（TBS系）
  - SSSS.GRIDMAN（2018年10月 - 2018年12月）（WOWOW、TOKYO MX、BS11、毎日放送）
  - SSSS.DYNAZENON（2021年4月 - 2021年6月）（TOKYO MX、BS11、毎日放送）
- ムーンスパイラル（1996年5月）（日本テレビ系）
- サイバー美少女テロメア（1998年4月 - 1998年6月）（テレビ朝日系）
- 生物彗星WoO（2006年4月 - 2006年8月）（NHK BShi）
- KAIJU DECODE 怪獣デコード（2021年12月13日）（TSUBURAYA IMAGINATION）

### 映画
- 怪獣大奮戦 ダイゴロウ対ゴリアス（1972年12月17日）（東宝系）
- 極底探険船ポーラーボーラ（1977年9月10日）（東宝東和系）
- バミューダの謎/魔の三角水域に棲む巨大モンスター!（1978年1月27日）（ABC）
- The Ivory Ape（1980年4月18日）（ABC）
- アニメちゃん（1984年7月14日）（松竹系）
- 勝利者たち（1992年10月10日）（東宝系）
- ミラーマンREFLEX（2006年1月28日）（ゼアリス・エンタープライズ系）
- シン・ウルトラマン（2022年5月13日）（東宝系）

### オリジナルビデオ
- S.F.3.D. Original Video Nutrocker（1985年8月21日）（ビクター音楽産業）
- 餓鬼魂（1985年12月27日）（東芝）
- ミカドロイド (1991年11月8日)  (東宝、東北新社)
- オタスケガール（2003年6月 - 2003年8月）（アミューズソフトエンタテインメント）
- ミラーマンREFLEX（2006年3月 - 2006年5月）（バップ）

### 舞台
- 銀色の少年（2004年10月8日）
- 独りぼっちの地球人 feat.ULTRASEVEN（2013年9月12日）

### PV
- なめこスクールウォーズ（2013年6月26日）

### CM
- ナショナル掃除機「隼」
- ポピー超合金「コン・バトラーV」
- ポピーDXポピニカ「Vマシーン」
- コーリン鉛筆 「シャープ芯ゴールド」
- タカラ「トランスフォーマー」2010移行編

### 制作協力
- 鉄腕アトム（特撮シーンの制作協力）
- 太平洋ひとりぼっち（特殊技術提供）
- ナショナル劇場（タイトルコール映像制作協力）
- 花王 愛の劇場
  - 愛と死と
  - 氷点
  - 人妻椿
  - 愛染椿
  - 越前竹人形
  - 婚期
  - 五番町夕霧楼
- ライオン奥様劇場
  - 新妻鏡
  - 白い恐怖
  - おかあさん
- 鞍馬天狗
- 同心部屋御用帳 江戸の旋風
  - 同心部屋御用帳 江戸の旋風II
  - 同心部屋御用帳 江戸の旋風（第3シリーズ）
  - 同心部屋御用帳 江戸の旋風（第4シリーズ）
  - 同心部屋御用帳 新・江戸の旋風
- 江戸の渦潮
- 江戸の激斗
- 江戸の朝焼け
- 西遊記（特撮シーン制作協力）
- 時代劇スペシャル
  - 振り袖御免
  - 仕掛人・藤枝梅安 梅安流れ星
  - 同心部屋御用帳 江戸の旋風
- 江戸芙蓉堂医館
- 戦国の女たち（特撮シーン制作協力）
- バイト人生百発百中
- 笑ってポン!（怪獣の提供）
- S.F.3.D NUT ROCKER
- キャプテンパワー（日本語版制作協力）
- 精霊使い
- ミュータント・タートルズ 超人伝説編（アニメーション制作協力）
- 現代恐怖サスペンス
  - 誰かが夢を覗いてる あるOLの場合…
  - ホラー・ペンション 女たちの好奇心
- 楽勝!ハイパードール
- キューティーハニーFX（アニメーション制作協力）
- 機動戦艦ナデシコ（アニメーション制作協力）
- ポケットモンスター（アニメーション制作協力）
- ドリームキッズ（協賛）
- ビーストウォーズII 超生命体トランスフォーマー ライオコンボイ危機一髪!（アニメーション制作協力）
- ハーロック・サーガ ニーベルングの指環（アニメーション制作協力）
- F-ZERO ファルコン伝説（3DCGI制作協力）
- ドラゴンドライブ（第12話のアニメーション制作協力）
- 鍵姫物語 永久アリス輪舞曲（第3話、第8話、第13話のアニメーション制作協力）
- RAY THE ANIMATION（原画協力）
- かみちゅ!
- 魔法先生ネギま!
- D.C.S.S. 〜ダ・カーポ セカンドシーズン〜（アニメーション制作協力）
- 実録レンジャー訓練〜RANGER〜
- 環境超人エコガインダー（キャラクター造形協力）
  - 環境超人エコガインダーII（キャラクター造形協力）
- ゆめまち観音
- ゴジラ FINAL WARS（特典映像の製作協力）
- 仮面ライダー THE NEXT（VFX制作協力）
- ラスト レムナント（モーションキャプチャ制作協力）
- BATON
- デスカッパ（特撮シーン制作協力）
- 僕と妻の1778の物語
- HUNTER〜その女たち、賞金稼ぎ〜（第1話の撮影協力）
- ギンガムチェック（ミュージックビデオの特撮シーン制作協力）
- 星新一ミステリーSP（美術協力）
- 世界がビビる夜（第1回の協力）
- アクティヴレイド -機動強襲室第八係-（実物大ウィルウェア制作協力）
- EXまにあっくす（企画と制作の協力）
- TAROMAN 岡本太郎式特撮活劇（意見協力）
- モンキー・パンチ漫画活動大写真

## 歴代社長
| 歴代   | 氏名     | 在職期間        | 備考                                                               |
| ------ | -------- | --------------- | ------------------------------------------------------------------ |
| 初代   | 円谷英二 | 1963年 - 1970年 | 円谷プロダクションの創業者                                         |
| 第2代  | 円谷一   | 1970年 - 1973年 | 円谷英二の長男                                                     |
| 第3代  | 円谷皐   | 1973年 - 1995年 | 円谷英二の次男                                                     |
| 第4代  | 円谷一夫 | 1995年 - 2003年 | 円谷皐の長男                                                       |
| 第5代  | 円谷昌弘 | 2003年 - 2004年 | 円谷一の長男。女性社員へのセクハラで退任                           |
| 第6代  | 円谷英明 | 2004年 - 2005年 | 円谷一の次男                                                       |
| 第7代  | 大山茂樹 | 2005年 - 2007年 | 東宝不動産の取締役から招致で円谷家以外から初の社長就任             |
| 第8代  | 円谷一夫 | 2007年          | 大山茂樹を解任して復職                                             |
| 第9代  | 森島恒行 | 2007年 - 2008年 | 円谷エンタープライズの設立に参加                                   |
| 第10代 | 大岡新一 | 2008年 - 2017年 | 円谷プロダクションの生え抜きカメラマン                             |
| 第11代 | 塚越隆行 | 2017年 - 2019年 | ウォルト・ディズニー・ジャパン出身でMovieNEXの仕掛け人             |
| 第12代 | 永竹正幸 | 2019年 -        | タカラトミーの海外部門「トミーインターナショナル」で海外事業を経験 |

## スタッフ
- 桜井浩子
- 満田かずほ
- 大岡新一
- 北浦嗣巳
- 渋谷浩康
- 品田冬樹
- 岡野弘之
- 後藤正行
- 足木淳一郎
- 澗淵隆文
- 岡崎聖
- 柴崎誠
- 古澤圭亮
- 黒澤桂
- 大塩忠正

## 過去のスタッフ
- 金城哲夫
- 上原正三
- 高野宏一
- 池谷仙克
- 井口昭彦
- 山口修
- 田口成光
- 円谷昌弘
- 円谷英明
- 円谷寛
- 濱田知彦
- 笈田雅人
- 江藤直行
- 八木毅
- 表有希子
- 丸山浩
- 右田昌万
- 岡部淳也
- 山本天志
- 伊部由起子
- 小林煕昌
- 玉川静

## 過去の関連スタッフ
- 成田亨
- 飯島敏宏
- 実相寺昭雄
- 市川森一
- 佐々木守
- 赤井鬼介
- 的場徹
- 川北紘一
- 大木淳吉

## 関連施設

### 砧社屋

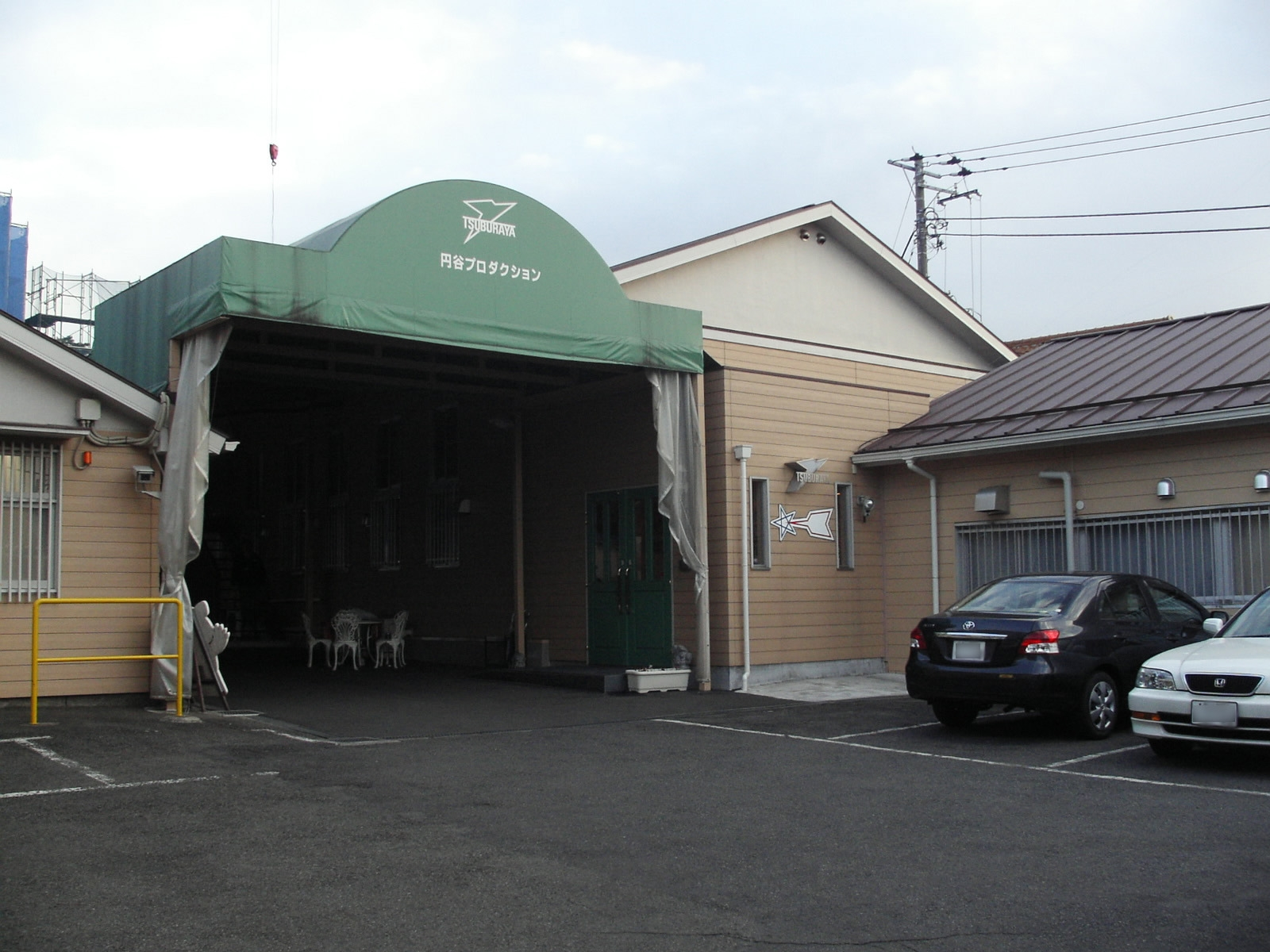
砧社屋

かつて東京都世田谷区砧に存在した円谷プロダクションの初代社屋。元々は東宝スタジオで京都衣裳の衣装倉庫として使用されていた。
1964年、東宝が資本参加した際に円谷プロダクションへ提供していた。京都衣装以前は医療関係の建物であったとされる。
2005年4月、本社移転により、名称をKinuta Digital SymphonyとしてCG部門の編集スタジオとして使用されていた。
2008年2月、Kinuta Digital Symphonyを解体。
『快獣ブースカ』に登場した大作発明研究所や『ウルトラセブン』第8話に登場した警察署などは、砧社屋の建物を使用して撮影されていた。円谷プロダクション製作以外の作品では『有言実行三姉妹シュシュトリアン』第40話でロケ地の1つとして使用されていた。

### 怪獣倉庫
かつて円谷プロダクションに東宝が資本参加していたころ、東京都世田谷区砧に存在した円谷プロダクションの初代社屋2階にヒーローと怪獣の着ぐるみを保管していた倉庫。当初は着ぐるみに特化していたわけではなく、衣装、小道具、人形、模型、ミニチュアなども保管されていた。
2005年4月、本社の移転により、収蔵物の多くも新社屋に移された。
2006年7月、着ぐるみ、衣装、小道具、人形、模型の一部を陳列した展示スペースとして改装され、限定的に一般公開された。
2008年2月、砧社屋の閉鎖により、怪獣倉庫も解体された。京都衣装時代から残されていた衣装整理用の札が貼られた傷だらけの柱の一部は、円谷プロダクションで保管されている。
『ウルトラファイト』第196話や『ウルトラマンマックス』第24話などの撮影には、怪獣倉庫も舞台として使用されていた。それゆえ、各エピソードは（怪獣倉庫の一般公開が少なかったことや前述の経緯で解体されたことからも）後年において貴重な映像資料にもなっている。

### 東宝ビルト
かつて存在した東宝の撮影所の1つである。『ウルトラシリーズ』の撮影場所として長年使用されたことから「特撮の聖地」とも言われている
1996年、円谷プロダクションの出資で改築が行われていたなど関係性が深かった。

## エピソード

### ロゴマーク
マークは光学合成技師の中野稔がデザインし、「ツブラヤ」の「ツ」をモチーフにツの線に加えて各線端を繋いで形成した多角形と、中段に「TSUBURAYA」の英字表記を記したものとなっている。

### エイプリルフール
エイプリルフール（4月1日）になるとインターネットで手の込んだネタを発表していた。円谷英二の、ひ孫にあたる円谷洋平が所属しているサイバーエデン（円谷プロダクションの公式サイト「円谷ステーション」を運営している会社）が企画、円谷プロダクションが監修の下で行われていた。
- 2005年、バルタン星人が円谷プロダクションの公式サイト「円谷ステーション」を乗っ取った。円谷プロダクションのエイプリルフールネタ第1号[45]。
- 2006年、「m-78（エム-ナナハチ）」（mixiのパロディ）を開設[45]。
- 2007年、前回と同じく「m-78」を開設。前回はアクセスが集中してしまったため、サーバダウンを起こして観覧できなかったファンから苦情が寄せられたこともあり、ウルトラの父による謝罪文を掲載していた。実際にサーバ環境の増強も行われていた[45]。また、前日が『ウルトラマンメビウス』最終回だったこともあり、ウルトラマンメビウスのアカウントでログインする形になっていた。
- 2008年、カネゴンが「カネゴンの78ちゃんねるまとめブログ」（2ちゃんねる系まとめサイトのパロディ）を開設[45]。ウルトラ兄弟と怪獣たちが2ちゃんねる用語やVIP語で会話を繰り広げるという珍妙な光景が繰り広げられていた。また、一部には特撮!板のウルトラネタも含まれていた。
- 2009年、前回に引き続き、カネゴンのブログに加えてゾフィーの「光の国ではたらく隊長のブログ」、ウルトラマンタロウの「光の国ではたらく教官のブログ」、バルタン星人の「宇宙忍者的隠密行動ブログ」、メトロン星人の「地球人観察ブログ」、ゼットンの「ウルトラヒーロー攻略ブログ」、ゴモラの「ごもたん★ぶろぐ」（しょこたん☆ぶろぐのパロディ）などのブログが開設されていた。ゴモラのブログに書かれているメールアドレスに応援メールを送信すると個別にゴモラから返信があった（翌日に返信が持ち越された人もいた）。また、「シュワシュワ動画」（ニコニコ動画のパロディ）も開設して公式で配信されている動画以外にもニコニコ動画で人気だった動画のパロディも表示していたほかに生放送も実施していた。なお、生放送中に発表した「ウルトラマン80放送30周年記念 DVD-BOX」は実際に発売されることになった。
- 2010年、「円谷ッター（ツブッター）」（Twitterのパロディ）を開設[45]。ウルトラ戦士と怪獣たちが24時間ほぼリアルタイムで、つぶやきを続けていた。つぶやき自体はTwitterの公認アカウントを取得して行われたため、ウルトラ戦士と怪獣のTwitterが閲覧できていた。ブースカと『ウルトラマンフェスティバル』のアカウント以外は「翻訳者の体力的限界」を理由に1日のみで更新を停止してウルトラ戦士と怪獣のTwitterは全面的に削除された。「Twitterのパロディ」というアイディアは以前からあり、当初は名称を「デュワッター」にする予定だったが、わかりにくいという理由で「円谷ッター」に変更された[45]。
- 2011年、東北地方太平洋沖地震（東日本大震災）ならびに福島第一原子力発電所での福島第一原子力発電所事故への配慮からこの企画は行われず、代わりに「ウルトラ5つの誓い2011」をYouTubeで配信していた[46]。
- 2012年、円谷洋平が転職したことを機に行われなくなることがTwitterで経緯と共に告知された。

### 人気投票
過去にインターネットで歴代キャラクターの人気投票を実施していた。
- 2010年、映画「ウルトラマンゼロ THE MOVIE 超決戦!ベリアル銀河帝国」の公開を記念して「円谷ヒーロー&怪獣・星人ランキング」を実施[47][48]。
  - ヒーロー部門 - 1位：ウルトラマンゼロ、2位：ウルトラセブン、3位：ウルトラマンメビウス
  - 怪獣・星人部門 - 1位：バルタン星人、2位：ゴモラ、3位：ゼットン
- 2013年、円谷プロダクション創立50周年を記念して「ウルトラヒーロー総選挙」と「ウルトラ怪獣総選挙」を実施。「ウルトラ怪獣総選挙」の方はYahoo! JAPANの協力により、特設Webサイトが設置されたため、「ウルトラヒーロー総選挙」を上回って投票総数が80万近くに上る結果となった[49][50]。
  - ウルトラヒーロー総選挙 - 1位：ウルトラマンティガ、2位：ウルトラマンゼロ、3位：ウルトラマンメビウス
  - ウルトラ怪獣総選挙 - 1位：ゼットン、2位：バルタン星人、3位：ゴモラ

## 円谷プロダクション芸能部
- 1982年3月、円谷プロダクションに入社した円谷浩をマネジメントする目的で発足。
- 2007年10月31日、慢性的な赤字体質を脱却できず閉鎖。所属タレントの大半は円谷ミュージックの新会社であるT.M.Labに移籍している。
- 2013年11月30日、T.M.Labが所属タレントのマネジメント事業を終了。所属タレントの大半は新たに設立したvifに移籍している。

### 過去の所属タレント

#### 男性
- 飛鳥信（アール・クルーに移籍）
- アライタカシ（エル・アミティエに移籍）
- 市村直樹（アール・クルーに移籍）
- 打出親五
- エド山口（アール・クルーに移籍）（オフィス・オーパと業務提携）
- 遠藤哲司（ALBAに移籍）
- 大橋祐太郎
- 影丸茂樹（OSBに移籍）
- 柏木佑介（アール・クルーに移籍）
- 川村悠椰（アール・クルーに移籍）
- 岸田真弥（旧：川岸晋也、岸田新也）（ジェイ・クリップと業務提携）
- 佐原健二（佐原プロモーションを設立）
- 周防進
- 須藤学
- 円谷皐
- 円谷浩
- 東城大
- 外島孝一（アズリードカンパニーに移籍）
- 成元一真（vifに移籍）
- 原武昭彦（アール・クルーに移籍）
- 原元太仁（エビス大黒舎に移籍）
- 古谷敏
- 洞内秀幸（旧：洞内秀）（vifに移籍）
- 前田益弘
- Masahiro.
- 松原剛志
- 右田昌万
- 三村幸司（BOSアクションユニティの業務提携メンバー）
- 三宅敏夫
- 三輪治輝
- 満田かずほ
- 谷嶋俊

#### 女性
- 青山梨子
- 安藤咲（vifに移籍）
- 磯崎亜紀子
- 伊東香緒（旧：伊東花桜、伊東佳乙）（vifに移籍）
- 岩佐まり（旧：岩佐真理子）（オールウェーブ・アソシエツに移籍）
- 岩崎光里（アール・クルーに移籍）
- 大水亜里紗
- おかのみさと（旧：鈴木みさと）
- 岡本さとこ（旧：岡本さと子）
- 落合ひとみ（オフィスPSCに移籍）
- 小野日路美（vifに移籍）
- 鎌田葉月
- クノ真季子（旧：久野真紀子、久野翔子）（フェニックスに移籍）
- 倉田いづみ
- 五藤圭子（vifに移籍）
- 高橋愛子
- 高橋沙也（アール・クルーに移籍）
- 多田あやか（A-PROに移籍）
- 立原ありさ
- 長井ゆめの
- 中村薫
- 蜷川香子
- 平山さとみ（生島企画室に移籍）
- 松澤友梨
- 松本智代美
- 三上ユリエ（A-PROに移籍）
- 三井智映子
- 山田ふしぎ（旧：山田恭子）（81プロデュースに移籍）
- 湯田美由紀
- わかばかなめ（旧：若葉要）（ドリーヴスに移籍）

#### グループ
- Project DMM
- 烈火斬
- GIRLS ON THE RUN